# 乱!参議院選挙2007
乱!参議院選挙2007（らん!さんぎいんせんきょにせんなな）は、TBSをキー局としてJNN系列各局で放送された、2007年7月29日に行われた第21回参議院議員通常選挙の選挙特別番組である。

## 概要
- TBS・JNNの選挙特番は1990年総選挙の『筑紫哲也のどーなるニッポン 世紀末決戦'90』以降、前回の『乱!総選挙2005』まで筑紫哲也がメインキャスターを担当してきたが、2007年5月に筑紫が肺癌であることを公表し、療養中であった（2008年11月7日死去）ことから、メインに毎日新聞出身で筑紫の友人でもあるジャーナリスト・鳥越俊太郎を起用することになった。鳥越は特別出演の扱いで登場し、筑紫は音声のみで登場した。
- 画面下部の当選者や開票速報スーパーは東京発の映像でも各系列局出しになっている。
- またこの番組は提供クレジット表示・コメント読みはない（ただし、プロ野球などスポーツ中継編成時の提供クレジット表示・コメント読みは行っていた）。

## 出演者
役職・肩書きは放送当時のもの。
- スペシャルアンカー：鳥越俊太郎（1 - 3部）
- アンカー：杉尾秀哉（TBS解説委員）
- キャスター：三雲孝江、膳場貴子（1 - 3部）、田丸美寿々（4部のみ）
- 速報キャスター：三澤肇（毎日放送記者・『NEWS23』サブキャスター）、小倉弘子（TBSアナウンサー）
- コメンテーター：岸井成格（毎日新聞特別編集委員）
- 解説：大山寛恭（TBS政治部長）
- 中継リポーター：海保知里、久保田智子、竹内香苗（丸川珠代事務所）（いずれもTBSアナウンサー）、他JNN系列各局のアナウンサー・記者

## 放送時間
いずれもJST。
- 2007年7月29日 午後7時58分 - 翌日午前2時
  - 第1部 午後7時58分 - 午後9時30分
  - 第2部 午後9時30分 - 午後11時20分
  - 第3部 午後11時20分 - 翌日午前0時10分
  - （翌日午前0時10分 - 0時30分まで『J-SPO&ニュース』を放送）
  - 第4部 翌日午前0時30分 - 午前2時
  - JNN加盟全28局で放送。BSデジタル放送BS-iでも、第4部を除いてサイマル放送を行った。

## 毎日放送 (MBS) 版
毎日放送 (MBS) では、番組タイトルはTBS・JNNと同じでありながら、第1部 - 第3部の約8割（MBSのホームページより）程度を、同局のローカルワイド番組『ちちんぷいぷい』とニュース番組『VOICE』をベースにした番組に差し替えて放送された（MBS版のオープニングではTBSと同じく鳥越俊太郎が登場したほか、各党党首・幹部ら大物政治家のインタビュー中継のみTBSからのネットを放送した）。
- 当日の新聞などの番組表では、他地域と比べて9割方独自の案内になっており、完全な別番組と言えるほどのものになっていた。
- 番組宣伝スポットCMは、TBS版のものをそのまま使用されたほか、独自の番宣CM（「角淳一が国会議事堂前で差し棒をかざすバージョン」「角・石田英司・与良正男の3人がお好み焼き屋で選挙談義をするバージョン」「角が渋谷スクランブル交差点を歩くバージョン」）が、『ちちんぷいぷい』と『VOICE』の番組内で放送された。

### MBS版の出演者
- メイン司会：角淳一
- ゲスト：桂ざこば、なるみ
- コメンテーター：石田英司（MBSテレビ制作局）、与良正男（毎日新聞論説委員）
- 進行キャスター：高井美紀（MBSアナウンサー）
- 取材・進行キャスター：西靖（MBSアナウンサー）、河田直也（MBSアナウンサー）
- 情報キャスター：大八木友之（MBSアナウンサー）